# Росс 128
Росс 128 (FI Девы, лат. Ross 128) — одиночна зірка в сузір'ї Діви. Знаходиться на відстані близько 11 світлових років від  Сонця. 26 жовтня 2017 року оголошено про відкриття екзопланети Росс 128 b, що обертається з  орбітальним періодом близько 9,9 доби на відстані приблизно 0,05 а.о. від зірки.

Відстані найближчих зірок від 20 000 років тому до 80 000 років у майбутньому

## Характеристики
Зірка є тринадцятою в  списку найближчих зірок. Це дуже тьмяний червоний карлик, який має масу 0,15 маси Сонця. Оскільки спалахуючі зорі, до яких належить Росс 128, виробляють спорадичні потужні  спалахи, життя, подібне до земного, не може зародитися у гіпотетичних планет, які обертаються навколо неї. Випромінювання спалахів стало б згубним для життя. Тому дослідники зазвичай не включають системи даного типу в область пошуку позаземних цивілізацій.